# Loch Ard Gorge

La Loch Ard Gorge  fait partie du Parc national de Port Campbell situé dans l'État de Victoria en Australie, à 5 minutes de route à l'ouest des Twelve Apostles. L'érosion a réalisé une avancée de mer qui s'engouffre dans les falaises calcaires de la côte sud australienne.
La gorge a été baptisée après le naufrage du clipper Loch Ard, qui s'échoua au large de Muttonbird Island le 1er juin 1878 à l'approche de la fin de son voyage de trois mois qui l'emmenait d'Angleterre à Melbourne. 52 personnes se noyèrent, mais deux survivants de 18 ans dérivèrent dans la gorge où ils trouvèrent un abri.
La gorge est accessible via la Great Ocean Road (Grande route de l'Océan) à l'ouest de l'Australie. Un escalier permet aux visiteurs de descendre sur la plage. On y découvre de nombreuses plaques commémoratives ainsi qu'un musée.
La gorge servit de décor à de nombreuses scènes du film de Ken Annakin The Pirate Movie.

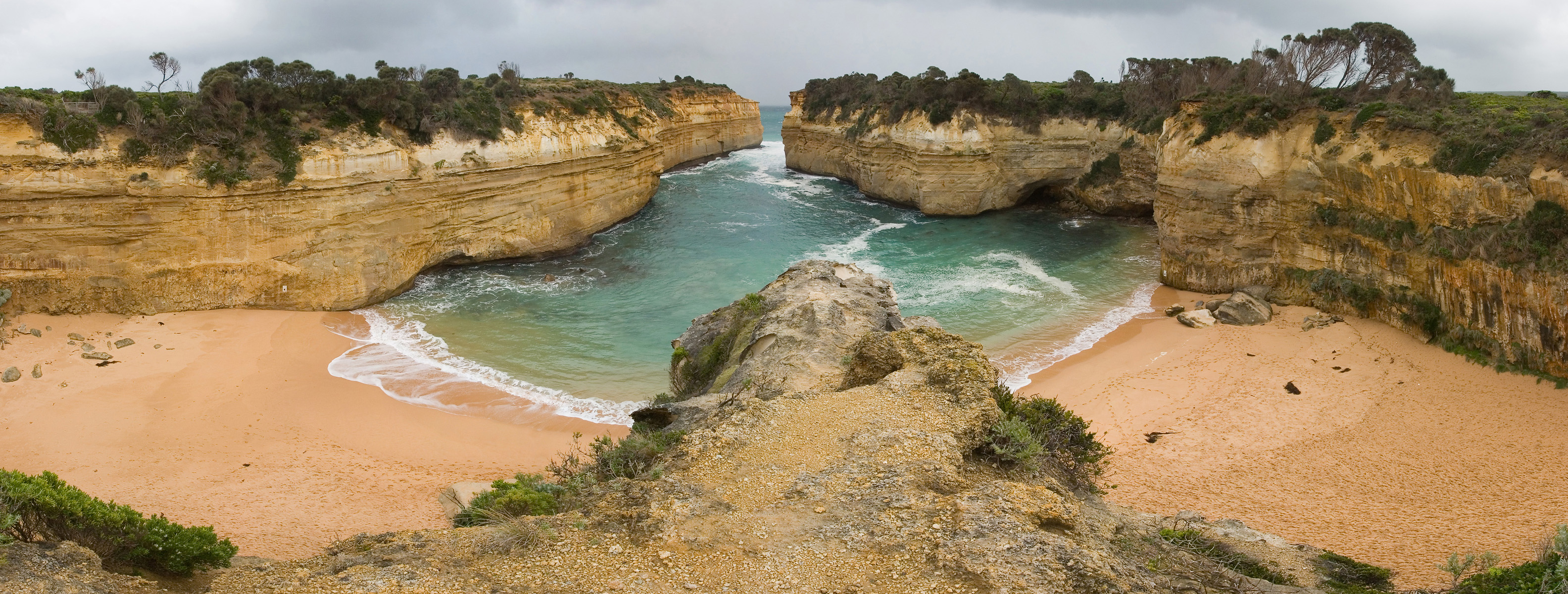
Loch Ard Gorge